# سوینیی سور اورژ
شهر سوینیی سور اورژ (به فرانسوی: Savigny-sur-Orge) در شهرستان اسون در ناحیه ایل-دو-فرانس با جمعیت ۳۷٬۲۵۹ نفر در کشور فرانسه واقع شده‌است